# Factory (lập trình hướng đối tượng)
Lỗi Lua trong Mô_đun:Redirect tại dòng 77: không thể phân tích trang đổi hướng "Factory pattern".

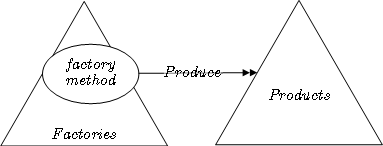
Phương thức Factory trong LePUS3

Trong lập trình hướng đối tượng (OOP), factory (nhà máy) là một đối tượng để tạo đối tượng khác – một cách chính thức thì factory là một hàm hay phương thức trả về các đối tượng của một nguyên mẫu khác hay một lớp từ các lời gọi phương thức, mà được giả định là "mới". Nói rộng hơn, một chương trình con trả về một đối tượng "mới" có thể được gọi là "factory", như trong phương thức factory hay hàm factory. Đây là một khái niệm cơ bản trong OOP, và tạo nên cơ sở cho nhiều mẫu thiết kế phần mềm có liên quan.